# Jean Baptiste Crétin
Pour les articles homonymes, voir Crétin.
Jean Baptiste Crétin, né le 9 novembre 1765 à Besançon (Doubs), mort le 15 décembre 1835 à Trie-Château (Oise), est un militaire français de la Révolution et de l’Empire.

## États de service
Il entre en service le 16 octobre 1782, comme soldat au régiment Royal-La Marine, il devient caporal le 16 mars 1785, sergent le 21 septembre 1786, sergent fourrier de grenadiers le 21 septembre 1788, et sergent-major le 16 juin 1792. En 1792 et 1793, il fait les campagnes en Amérique, et il obtient le grade d’adjudant sous-officier le 16 octobre 1792, celui de sous-lieutenant le 11 novembre suivant, et celui de lieutenant le 1er septembre 1793.
De retour en France, il est envoyé à l’armée de l’Ouest, où il fait toutes les guerres de l’an II à l’an V. Il reçoit son brevet de capitaine le 22 septembre 1794, et de l’an VI à l’an IX, il est affecté à l’armée du Rhin. Il est blessé d’un coup de feu au genou gauche, au combat de Salzbourg, et il est nommé chef de bataillon le 9 septembre 1799, au 1er bataillon de la Seine, incorporé le 16 février 1800, dans la 4e demi-brigade de ligne, devenue 4e régiment d'infanterie de ligne en 1803. Affecté au camp de Saint-Omer, il passe major le 12 novembre 1803, au 57e régiment d’infanterie de ligne, et il est fait chevalier de la Légion d’honneur le 25 mars 1804.
De l’an XIV à 1806, il se trouve à l’armée de réserve, et le 21 avril 1807, il rejoint la Grande Armée pour la campagne de Pologne. Le 4 janvier 1808, il est envoyé à l’armée d’Espagne, et il se signale le 2 juillet, sous les murs de Saragosse, où il est blessé d’un coup de feu à l’épaule gauche. Le 28 août suivant, il est promu colonel du 119e régiment d’infanterie de ligne, et il est élevé au grade d’officier de la Légion d’honneur le 25 novembre 1811.
Le 22 juillet 1812, il combat à la bataille des Arapiles, il a un cheval tué sous lui et il reçoit une nouvelle blessure à la jambe gauche. Proposé pour une mise à la retraite le 20 octobre 1813, il reçoit cependant l’ordre en novembre suivant, d’aller prendre le commandement du département du Haut-Rhin, qu’il conserve jusqu’à l’entrée des ennemis sur le territoire français. Le 5 mars 1814, il passe au commandement de la place d’Amiens, et lors de la première Restauration, il est définitivement mis à la retraite.
Il meurt le 15 décembre 1835, à Trie-Château.

## Sources
- A. Lievyns, Jean Maurice Verdot, Pierre Bégat, Fastes de la Légion-d'honneur, biographie de tous les décorés accompagnée de l'histoire législative et réglementaire de l'ordre, Tome 4, Bureau de l’administration, 1844, 640 p. (lire en ligne), p. 319.
- « Cote LH/628/45 », base Léonore, ministère français de la Culture
- Léon Hennet, Etat militaire de France pour l’année 1793, Siège de la société, Paris, 1903, p. 3.
- Danielle Quintin et Bernard Quintin, Dictionnaires des colonels de Napoléon, S.P.M., 2013, 978 p. (ISBN 978-2-296-53887-0, lire en ligne)